# Avril (film)
Avril je francouzský hraný film z roku 2006, který režíroval Gérald Hustache-Mathieu podle vlastního scénáře.

## Děj
Avril je novicka v trapistickém klášteře na venkově. Jako sirotek je zde vychovávána od narození. Při přípravě na složení řeholních slibů má strávit 14 dní v odloučení uzamčená v lesní kapli. Sestra Bernadette za ní však přijde, odemkne jí a sdělí jí, aby se vydala do jezuitského sirotčince ve městě pátrat po svém bratru – dvojčeti. Cestou potká Pierra, který ji vezme nejen do sirotčince, ale i na pobřeží k majáku, kde je momentálně její bratr David na prázdninách se svým přítelem. Avril poznává nejen bratra, ale i neznámé aspekty světského života. Po návratu do kláštera se dozvídá, kdo byla její matka.

## Obsazení
| Sophie Quinton      | Avril              |
| Miou-Miou           | sestra Bernadette  |
| Nicolas Duvauchelle | Pierre             |
| Clément Sibony      | David              |
| Richaud Valls       | Jim                |
| Geneviève Casile    | matka Marie-Joseph |
| Monique Mélinand    | sestra Céleste     |
| Anna Mihalcea       | Flora              |
| Claude Duty         | otec Jean Diard    |